# Gelbbrust-Kapuziner
Der Gelbbrust-Kapuziner  (Sapajus xanthosternos, Syn.: Cebus xanthosternos) ist eine Primatenart aus der Unterfamilie der Kapuzineraffen innerhalb der Neuweltaffen.

## Merkmale
Gelbbrust-Kapuziner sind mittelgroße Primaten, sie erreichen eine Kopfrumpflänge von 36 bis 42 Zentimetern. Der Schwanz misst rund 38 bis 49 Zentimeter, er ist greiffähig, aber kein vollausgebildeter Greifschwanz wie bei den Klammerschwanzaffen.  Mit rund 3,5 bis 4 Kilogramm sind Männchen deutlich schwerer als Weibchen, die 2,5 bis 3 Kilogramm erreichen. Ihr Fell ist überwiegend rötlich-braun, stark kontrastierend dazu sind die Oberarme, der Brust und der Bauch gelb gefärbt. Das Gesicht ist blassbraun, die Haare an den Wangen und an der Oberseite des Kopfes sind schwarz, ebenso die Hände und Füße.

## Verbreitung und Lebensraum

Das Verbreitungsgebiet des Gelbbrust-Kapuziners im östlichen Brasilien

Gelbbrust-Kapuziner kommen nur in den Küstenwäldern im östlichen Brasilien vor, ihr Verbreitungsgebiet umfasst Teile des Südens des Bundesstaates Bahia und eventuell angrenzende Gebiete von Minas Gerais. In früherer Zeit hat sich ihr Verbreitungsgebiet vermutlich nördlich bis zum Rio São Francisco erstreckt, heute ist es durch menschliche Einflussnahme stark verkleinert und zersplittert. Ihr Lebensraum sind die Küstenregenwälder der Mata Atlântica.

## Lebensweise

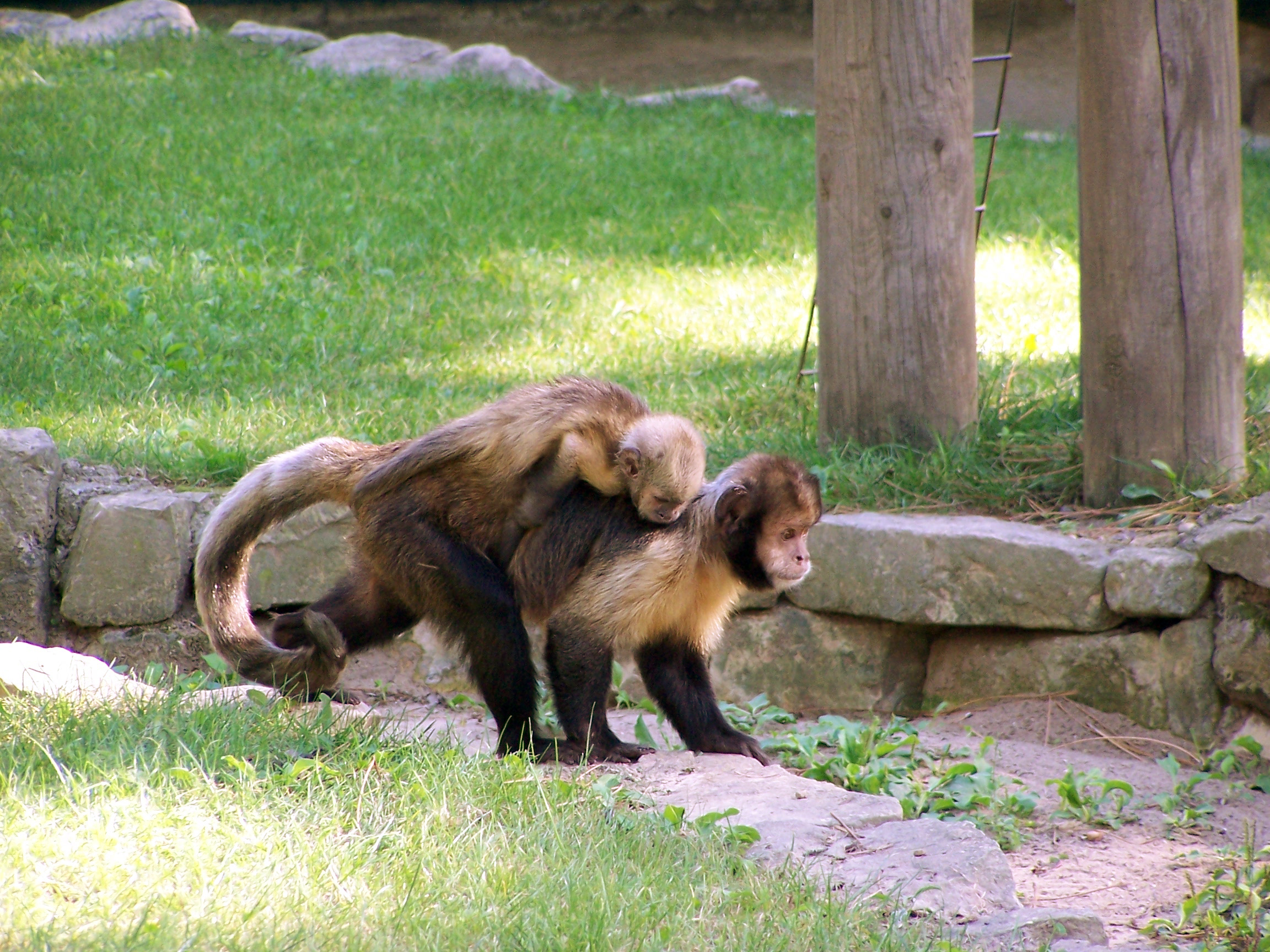
Mutter mit Jungtier

Gelbbrust-Kapuziner sind wie alle Kapuzineraffen tagaktive Baumbewohner, wo sie sich eher in der mittleren und unteren Kronenregion aufhalten. Sie leben in Gruppen von 10 bis 30 Tieren, die sich aus mehreren Männchen und Weibchen und dem gemeinsamen Nachwuchs zusammensetzen. Beide Geschlechter etablieren eine Rangordnung.
Sie sind Allesfresser, die sich vor allem von Früchten und Insekten ernähren. Daneben nehmen sie auch andere Pflanzenteile wie Nüsse Blüten und Knospen, aber auch Vogeleier, Spinnen und andere Kleintiere zu sich. 

## Fortpflanzung
Das dominante Männchen der Gruppe genießt den Vorrang bei der Begattung und zeugt die meisten Jungtiere. Das Weibchen bringt nach 150- bis 170-tägigen Tragzeit ein Jungtier zur Welt. Das Neugeborene wiegt bei der Geburt rund 250 bis 290 Gramm. Nach einigen Monaten werden sie entwöhnt. Weibchen werden mit 4 bis 5 Jahren und Männchen mit 6 bis 8 Jahren geschlechtsreif.

## Systematik
Der Gelbbrust-Kapuzineraffe wurde 1826 den deutschen Forschungsreisenden und Naturforscher Maximilian zu Wied-Neuwied unter der wissenschaftlichen Bezeichnung Cebus xanthosternos erstmals beschrieben. Die Terra typica liegt am Rio Belmonte im Bundesstaat Bahia.
Mit der Teilung der Kapuzineraffen in zwei Gattungen wurde der Gelbbrust-Kapuzineraffe in die Gattung der Gehaubten Kapuziner (Sapajus) gestellt, deren innere Systematik immer noch nicht vollständig geklärt ist. Der Gelbbrust-Kapuziner gehört jedoch zu den drei Arten, die sich nicht nur äußerlich von den anderen Gehaubten Kapuzineraffen unterscheiden, sondern die auch molekulargenetisch eindeutig von anderen Gehaubten Kapuzinern getrennt sind.

## Gefährdung

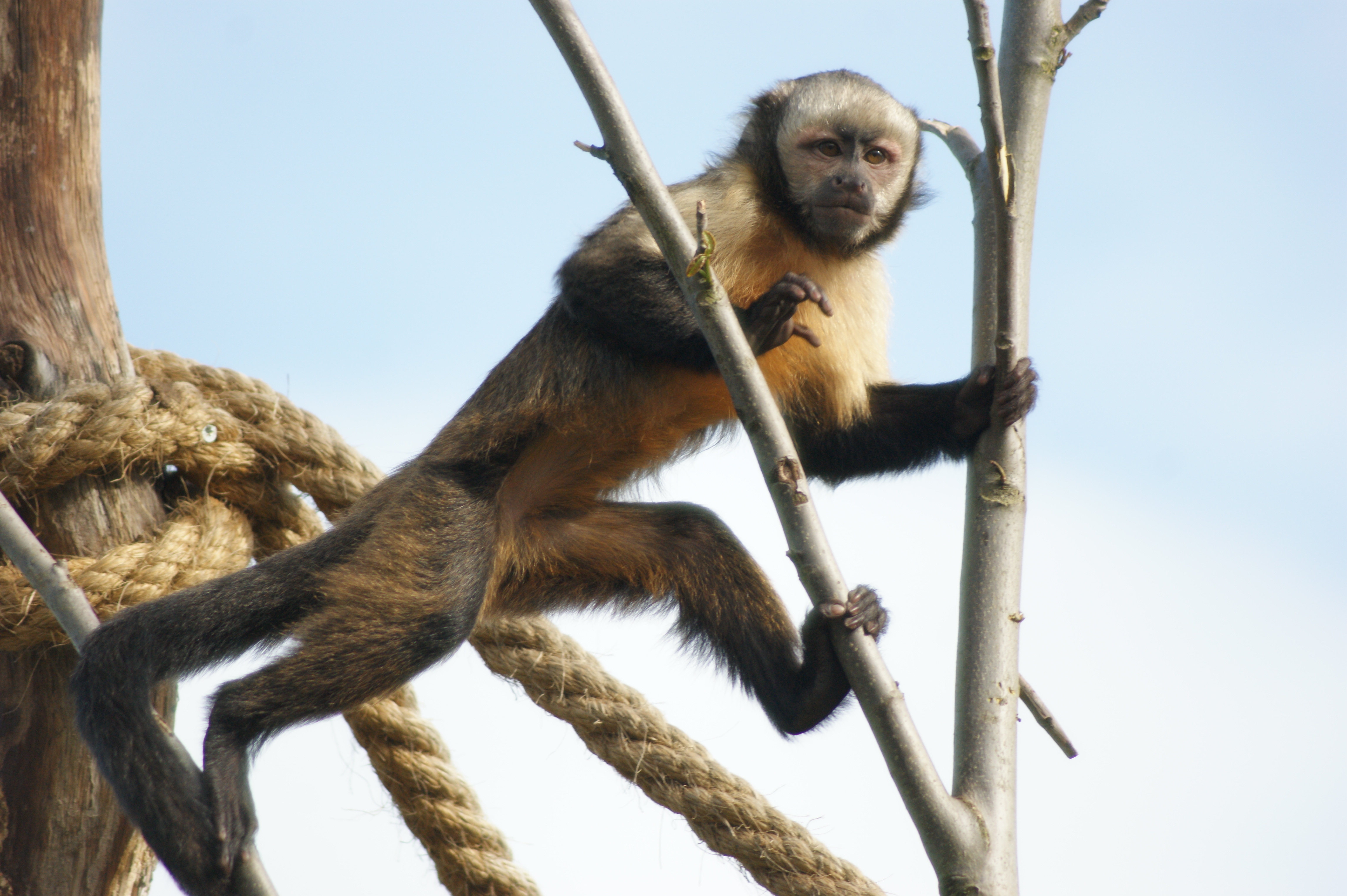
Gewandte Kletterer

Gelbbrust-Kapuziner zählen zu den am stärksten bedrohten Primatenarten. Der Hauptgrund dafür liegt in der großflächigen Zerstörung ihres Lebensraums, die atlantischen Küstenwälder wurden zu einem Großteil gerodet und existieren nur mehr in Form kleiner Überreste. Eine weitere Gefahr stellt die Bejagung dar. Die IUCN schätzt, dass innerhalb der letzten drei Generationen (48 Jahre) die Gesamtpopulation um mehr als 80 Prozent zurückgegangen ist. Es gibt einige Gruppen in Schutzgebieten, aber viele dieser Vorkommen sind zu klein, um sich auf Dauer selbst erhalten zu können. Es gibt Nachzuchtprojekte in Zoos, die den Fortbestand der Art sichern sollen.
Die Art wird in der Roten Liste der IUCN als „vom Aussterben bedroht“ (critically endangered) geführt.